# Márton Bukovi
Márton Bukovi (10 de diciembre de 1903 - 2 de febrero de 1985) fue un futbolista y entrenador húngaro. Después de jugar en el Ferencvárosi TC, FC Sète y Hungría se convirtió en entrenador del Građanski Zagreb, MTK Hungária FC, Olympiacos y la selección de Hungría, entre otros. Es considerado como uno de los grandes pioneros del fútbol en el continente europeo, ya que junto con Béla Guttmann y Gusztáv Sebes, formó un trío de innovadores entrenadores húngaros que fueron pioneros en la formación 4-2-4.

## Carrera profesional
Bukovi comenzó su carrera de entrenador en el Građanski Zagreb en 1935 y posteriormente guio al club a dos títulos de la liga yugoslava y dos croatas. Después de la Segunda Guerra Mundial, Građanski se fusionó con otros dos clubes para convertirse en el GNK Dinamo Zagreb y Bukovi se mantuvo como entrenador del nuevo club. En 1947, Bukovi fue nombrado entrenador del MTK Hungária FC. En 1949, cuando Hungría se convirtió en un estado comunista, el MTK fue tomado por la policía secreta, la ÁVH, y posteriormente el club se hizo conocido como Bástya SE, luego en Vörös Lobogó SE y finalmente regresaron a MTK. A pesar de esta confusión, la década de 1950 fue una época exitosa para el club y con un equipo que incluía a Péter Palotás, Nándor Hidegkuti, Mihály Lantos y József Zakariás, Bukovi los guio a tres títulos de la liga húngara y una copa húngara.
En el Olympiacos Bukovi se convirtió en una leyenda para los hinchas y escribió historia en el fútbol griego al obtener 12 victorias en liga consecutivas. Él transformó al Olympiacos y descubrió muchos jóvenes jugadores griegos. Finalmente, se vio obligado a abandonar el club después de una serie de malos resultados en la temporada 1967-68, pero principalmente a causa del régimen militar, etiquetado como comunista. Se vio obligado a dimitir el 12 de diciembre de 1967 y abandonó Grecia junto con su asistente, el entrenador Mihály Lantos, el 21 de diciembre de 1967.
Bukovi también jugó un papel importante en el éxito del legendario equipo de Hungría conocido como los Magiares poderosos. Fue Bukovi, que trabajó en el MTK con Péter Palotás y Nándor Hidegkuti, quien desarrolló la formación vital 4-2-4, luego adoptada por el seleccionador nacional Gusztáv Sebes y exportada a Brasil por Béla Guttmann. Esta formación implicó el uso de Palotás o Hidegkuti como un falso delantero o segundo punta. En 1953 Hidegkuti explotaría esta posición con gran efecto al anotar un hat-trick para Hungría cuando vencieron a Inglaterra 6-3 en el estadio de Wembley.
Durante la era dorada del equipo magiar, Bukovi también trabajó como asistente de Sebes. Antes de los Juegos Olímpicos de Helsinki 1952, Sebes solicitó que Gyula Mándi y Bukovi estuvieran en el banquillo durante las olimpiadas, pero Bukovi no recibió permiso por parte de las autoridades políticas. En marzo de 1956, cuando Sebes fue despedido como entrenador nacional, Bukovi lo sucedió. El 23 de septiembre de 1956 entrenó a un equipo de Hungría que incluía a Gyula Grosics, József Bozsik, Sándor Kocsis, Nándor Hidegkuti, Ferenc Puskás y Zoltán Czibor a una victoria por 1-0 sobre la Unión Soviética en el Estadio Lenin. Esta fue la primera vez que la URSS perdió en casa.

## Palmarés

### Jugador
FC Sète 34
- Ligue 1: 1
  - 1934
- Copa de Francia: 1
  - 1934

Ferencvárosi TC
- Nemzeti Bajnokság I: 4
  - 1926, 1927, 1928, 1932
- Copa de Hungría: 3
  - 1927, 1928, 1933
- Copa Mitropa: 1
  - 1928

### Entrenador
Građanski Zagreb
- Primera Liga de Yugoslavia: 2
  - 1937, 1940
- Campeonato croata: 1
  - 1943

MTK/Textiles/Bástya/Vörös Lobogó
- Nemzeti Bajnokság I: 3
  - 1951, 1953, 1958
- Copa de Hungría: 1
  - 1952

Olympiacos F.C.
- Superliga griega: 2
  - 1966, 1967